# Aaldert Stevens

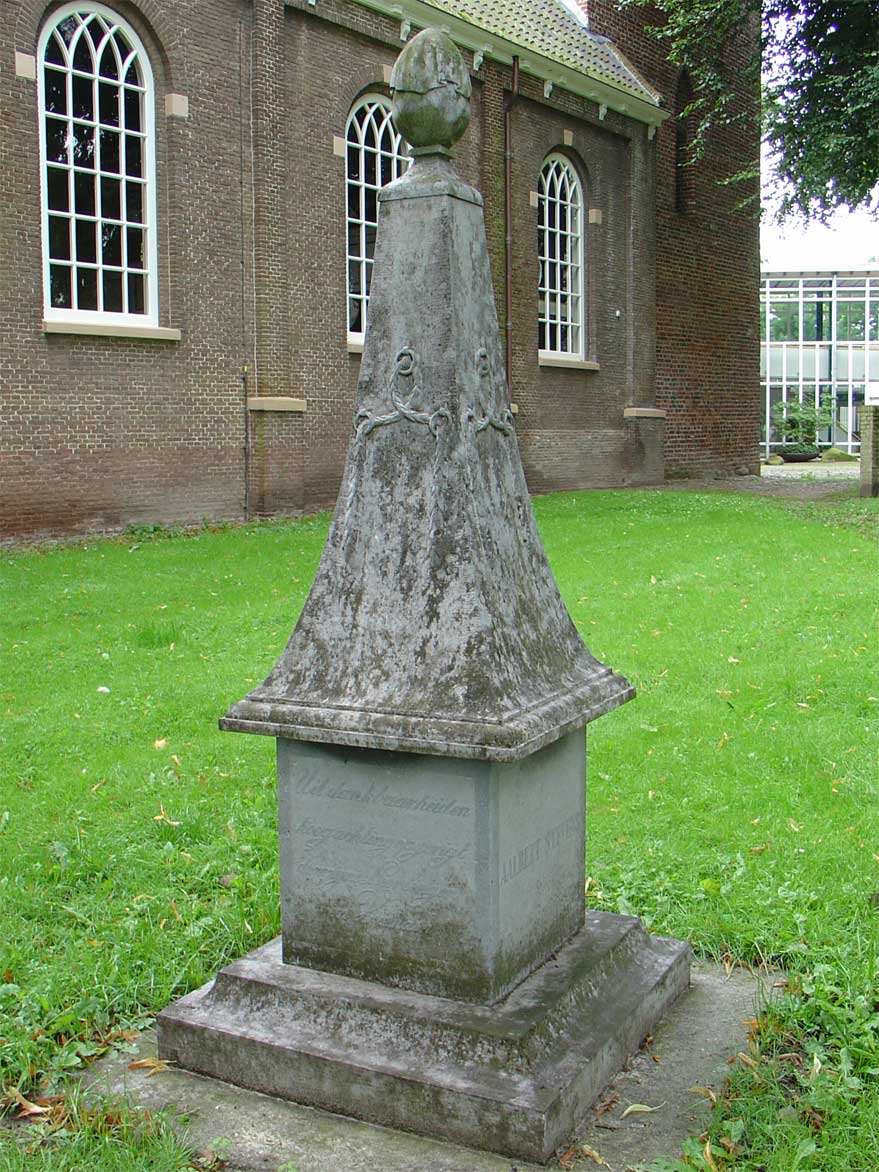
Monument voor de dorpsonderwijzer Aaldert (Aalbert) Stevens te Borger

Aaldert Stevens (Uffelte, 16 oktober 1799 - Borger, 19 februari 1857) was een Nederlandse onderwijzer.
Aaldert (of Aalbert) Stevens, zoon van de landbouwer Jannes Stevens en Grietje Aalders, vestigde zich in 1824 als onderwijzer in Borger. Hij trouwde aldaar met de uit Vries afkomstige molenaarsdochter Hindrikje Wolters.
Een bewaard inspectierapport was vrij lovend over Stevens. Hij gebruikte op zijn school de rekenmethode van Pestalozzi (1746-1827). Voor het lezen combineerde hij de letterkast van Prinsen (1777-1854) met de klankmethode van Niewold (1737-1812).
Stevens kende de methode van Prinsen goed, omdat hij - zo blijkt uit één der inspectierapporten - kwekeling is geweest bij deze Prinsen, een autoriteit in zijn tijd op het gebied van lesmethoden, gezien het grote aantal publicaties dat op zijn naam staat.
Na zijn overlijden in 1857 werd door zijn leerlingen en zijn vrienden in het dorp Borger een standbeeld voor deze Onderwijzer der Jeugd opgericht naast de dorpskerk van Borger (zie: afbeelding).